# Jing'an Temple
Jing'an Temple is een station van de metro van Shanghai, gelegen in het district Jing'an. Het station werd geopend op 20 september 1999 en is onderdeel van lijn 2, lijn 7 (sinds 5 december 2009) en lijn 14 (sinds 30 december 2021).

## Nabije plaatsen
- Jing'antempel
- Nanjing Lu